# Are You Lonesome Tonight?
"Are You Lonesome Tonight?" is een nummer geschreven door Roy Turk en Lou Handman in 1926. In 1927 werd het voor het eerst opgenomen door Charles Hart. In de daaropvolgende jaren hebben vele artiesten het nummer met wisselend succes gecoverd. De bekendste versie is afkomstig van de Amerikaanse zanger Elvis Presley, die het in 1960 op single uitbracht.

## Achtergrond

### Vroege versies
"Are You Lonesome Tonight?" is geschreven door vaudevillians Roy Turk and Lou Handman en bestond uit drie coupletten en een gesproken brug. De brug is gebaseerd op een regel uit de opera Pagliacci van Ruggero Leoncavallo en een andere regel refereert naar de komedie Naar het u bevalt van William Shakespeare. Diverse versies van het nummer werden opgenomen in 1927. Charles Hart bracht op 9 mei de eerste versie uit. Vaughn De Leath nam het nummer op 13 juni op en was de eerste die er een hit mee scoorde; het piekte in november op de vierde plaats in de Verenigde Staten. Op 10 juli 1927 nam het Newport Society Orchestra het op met Irving Kaufman als zanger. Henry Burr en Little Jack Little hadden ook een hit met hun respectievelijke versies. De Carter Family nam het in 1936 op en veranderde een aantal elementen. Gene Austin zong het tijdens zijn concerten in de jaren '30 van de twintigste eeuw, maar nam het nooit op.
In maart 1950 werd "Are You Lonesome Tonight?" opgenomen door het Blue Barron Orchestra, wat de negentiende plaats behaalde in de Verenigde Staten. Don Cornell bracht het nummer, zonder gesproken brug, in april 1950 uit. Later die maand nam Al Jolson een versie van het nummer met brug op, welke in juni werd uitgebracht als single. In 1958 nam Jim Flaherty het op met zijn Western Caravan in een versie waarop Howie Stange de zang verzorgde. Deze versie werd populair in New England vanwege de tournees van Flaherty door deze regio. Op een dj-conventie in 1959 gaf Flaherty een kopie van de single aan producer Chet Atkins met de boodschap of "die jongen uit het zuiden (Elvis Presley) die de boel opschudt het op kan nemen".

### Versie van Elvis Presley
Presley begon tijdens de laatste maanden van zijn dienst in het United States Army te experimenteren met nieuw materiaal, anticiperend op zijn terugkeer in de studio. Op 20 maart 1960 stond zijn eerste opnamesessie gepland en in april stond een tweede sessie gepland. Zijn manager Colonel Tom Parker stelde hem voor om tijdens deze sessies "Are You Lonesome Tonight?" op te nemen, aangezien het het favoriete nummer was van zijn vrouw, die het hoorde tijdens de concerten van Gene Austin. Het was de enige keer dat Parker zich bemoeide met het repertoire van Presley. In de studio werd hij vergezeld door zijn band, bestaande uit gitarist Scotty Moore, drummer D.J. Fontana, pianist Floyd Cramer, gitarist Hank Garland, bassist Bobby Moore, percussionist Buddy Harman en achtergrondzangers The Jordanaires.
Nadat Presley acht nummers had opgenomen voor het album Elvis Is Back!, vroeg zijn manager om nog meer nummers op te nemen. Op 4 april 1960 om vier uur 's nachts begon hij met het opnemen van "Are You Lonesome Tonight?" met de akoestische gitarist, drummer, bassist en achtergrondzangers. Hij vroeg aan alle anderen om de studio te verlaten, vroeg aan Chet Atkins om de lichten uit te doen en zong het nummer inclusief gesproken brug. Na de tweede take zei hij tegen producer Steve Sholes om het nummer weg te gooien, omdat hij "het geen eer aan kon doen". Sholes zei tegen technicus Bill Porter om deze uitspraak te negeren en vroeg Presley om een nieuwe opname; hij legde uit dat The Jordanaires in het donker tegen hun microfoon aan waren gebotst. Presley nam het nummer nog een keer op en deze take verscheen uiteindelijk op de single.
"Are You Lonesome Tonight?" werd in eerste instantie niet uitgebracht, omdat Presley's platenmaatschappij RCA Records niet zeker wist of het nummer aan zou sluiten op de nieuwe stijl van de zanger. Samen met Parker besloten ze om het nummer toch uit te brengen. Op 1 november 1960 verscheen de single met "I Gotta Know" op de B-kant. Op 28 november bereikte het de eerste plaats in de Amerikaanse Billboard Hot 100, waar het zes weken bleef staan. Het was de vijftiende nummer 1-hit van Presley in zijn thuisland. In vele andere landen kwam het ook op de eerste plaats, waaronder het Verenigd Koninkrijk, Canada en Australië. In Nederland bestond de Top 40 nog niet, maar werd wel de vijfde plaats bereikt in de "Hits of the World"-lijst, die iedere twee tot drie weken uitkwam als voorganger van de Tijd voor Teenagers Top 10. In Vlaanderen werd het wel een nummer 1-hit in de BRT Top 30. In 2005 behaalde het nummer opnieuw enkele hitlijsten nadat het werd uitgebracht als onderdeel van een campagne waarbij alle Britse nummer 1-hits van Presley een heruitgave kregen. In Nederland kwam het ditmaal op de zeventiende plaats in de Single Top 100 terecht.
Vanwege het succes van "Are You Lonesome Tonight?" voerde Presley het vaak uit tijdens zijn concerten. Op 15 maart 1961 zong hij het voor het eerst live in een van zijn vier concerten tussen zijn terugkeer uit het leger en zijn carrièreswitch naar het acteren. In 1968 keerde hij terug naar de muziek en zong hij het live tijdens zijn NBC-special Elvis. Het daaropvolgende jaar zong hij het tijdens zijn eerste concerten in Las Vegas. In een versie van het nummer, opgenomen op 26 augustus 1969, veranderde Presley de tekst ("Do you gaze at your bald head and wish you had hair?") en lachte vervolgens tijdens de gehele brug. Deze versie, bekend geworden als de "lachversie", werd in 1980 uitgebracht op de box set Elvis Aron Presley. Het werd een hit in Nederland, met een vijftiende plaats in de Top 40 en een veertiende plaats in de Nationale Hitparade, in Vlaanderen, met een twintigste plaats in de BRT Top 30, en in het Verenigd Koninkrijk met een 25e positie in de hitlijsten. Presley zong het nummer ook tijdens zijn documentaire Elvis on Tour uit 1972 en zijn CBS-special Elvis in Concert, die in 1977 kort na zijn overlijden werd uitgezonden.

### Latere versies
Frank Sinatra nam "Are You Lonesome Tonight?", zonder gesproken brug, op voor zijn album All Alone uit 1962. The Lettermen zetten hun versie op hun album She Cried uit 1964. Pat Boone zette het nummer op zijn album Memories uit 1966. Doris Day nam het nummer op 6 juni 1967 op voor haar album The Love Album. Bobby Solo nam het nummer in zowel het Engels als in het Italiaans op onder de titel "Ti senti sola stasera?" De Zweedse zangeres Ann-Louise Hanson scoorde haar eerste hit met haar versie van het nummer, vertaald als "Är du ensam i kväll?".
In 1973 nam Donny Osmond "Are You Lonesome Tonight?" op voor de B-kant van zijn single "When I Fall in Love". Merle Haggard nam het in 1977 op voor zijn album My Farewell to Elvis, dat kort na het overlijden van Presley werd opgenomen. Zijn versie bereikte de twaalfde plaats in de Amerikaanse countrylijsten. Acteur John Schneider bereikte in 1983 plaats 53 in deze lijst met zijn liveversie van het nummer. Sam Kinison bracht in 1989 zijn versie ten gehore tijdens een aflevering van The Tonight Show, waarin hij de gesproken brug verving door een tirade. In 1992 verscheen een versie door Bryan Ferry op de soundtrack van de film Honeymoon in Vegas.
Een antwoordnummer op "Are You Lonesome Tonight?" met de titel "Yes, I'm Lonesome Tonight" werd in 1960 opgenomen door Dodie Stevens.

## Hitnoteringen

### Oorspronkelijke versie van Elvis Presley

#### Hits of the World /Single Top 100
- De noteringen uit 1960-1961 hebben een lengte van twee tot drie weken, de noteringen uit 2005 hebben een lengte van een enkele week.

| Hitnotering week 1 t/m 10: 10-12-1960 t/m 29-04-1961 Hitnotering week 11 t/m 15: 05-02-2005 t/m 05-03-2005 | Hitnotering week 1 t/m 10: 10-12-1960 t/m 29-04-1961 Hitnotering week 11 t/m 15: 05-02-2005 t/m 05-03-2005 | Hitnotering week 1 t/m 10: 10-12-1960 t/m 29-04-1961 Hitnotering week 11 t/m 15: 05-02-2005 t/m 05-03-2005 | Hitnotering week 1 t/m 10: 10-12-1960 t/m 29-04-1961 Hitnotering week 11 t/m 15: 05-02-2005 t/m 05-03-2005 | Hitnotering week 1 t/m 10: 10-12-1960 t/m 29-04-1961 Hitnotering week 11 t/m 15: 05-02-2005 t/m 05-03-2005 | Hitnotering week 1 t/m 10: 10-12-1960 t/m 29-04-1961 Hitnotering week 11 t/m 15: 05-02-2005 t/m 05-03-2005 | Hitnotering week 1 t/m 10: 10-12-1960 t/m 29-04-1961 Hitnotering week 11 t/m 15: 05-02-2005 t/m 05-03-2005 | Hitnotering week 1 t/m 10: 10-12-1960 t/m 29-04-1961 Hitnotering week 11 t/m 15: 05-02-2005 t/m 05-03-2005 | Hitnotering week 1 t/m 10: 10-12-1960 t/m 29-04-1961 Hitnotering week 11 t/m 15: 05-02-2005 t/m 05-03-2005 | Hitnotering week 1 t/m 10: 10-12-1960 t/m 29-04-1961 Hitnotering week 11 t/m 15: 05-02-2005 t/m 05-03-2005 | Hitnotering week 1 t/m 10: 10-12-1960 t/m 29-04-1961 Hitnotering week 11 t/m 15: 05-02-2005 t/m 05-03-2005 | Hitnotering week 1 t/m 10: 10-12-1960 t/m 29-04-1961 Hitnotering week 11 t/m 15: 05-02-2005 t/m 05-03-2005 | Hitnotering week 1 t/m 10: 10-12-1960 t/m 29-04-1961 Hitnotering week 11 t/m 15: 05-02-2005 t/m 05-03-2005 | Hitnotering week 1 t/m 10: 10-12-1960 t/m 29-04-1961 Hitnotering week 11 t/m 15: 05-02-2005 t/m 05-03-2005 | Hitnotering week 1 t/m 10: 10-12-1960 t/m 29-04-1961 Hitnotering week 11 t/m 15: 05-02-2005 t/m 05-03-2005 | Hitnotering week 1 t/m 10: 10-12-1960 t/m 29-04-1961 Hitnotering week 11 t/m 15: 05-02-2005 t/m 05-03-2005 | Hitnotering week 1 t/m 10: 10-12-1960 t/m 29-04-1961 Hitnotering week 11 t/m 15: 05-02-2005 t/m 05-03-2005 | Hitnotering week 1 t/m 10: 10-12-1960 t/m 29-04-1961 Hitnotering week 11 t/m 15: 05-02-2005 t/m 05-03-2005 |
| Week | 1 | 2 | 3 | 4 | 5 | 6 | 7 | 8 | 9 | 10 | | 11 | 12 | 13 | 14 | 15 | |
| --- | --- | --- | --- | --- | --- | --- | --- | --- | --- | --- | --- | --- | --- | --- | --- | --- | --- |
| Positie | 18 | 11 | 17 | 7 | 5 | 5 | 5 | 5 | 9 | 16 | uit | 17 | 43 | 65 | 61 | 80 | uit |

#### NPO Radio 2 Top 2000
| Nummer met noteringen in de NPO Radio 2 Top 2000 | '04 | '05 | '06 | '07 | '08 | '09 | '10 | '11  | '12 | '13  | '14  | '15  | '16  | '17  | '18  | '19  | '20  | '21  | '22  | '23  | '24  |
| ------------------------------------------------ | --- | --- | --- | --- | --- | --- | --- | ---- | --- | ---- | ---- | ---- | ---- | ---- | ---- | ---- | ---- | ---- | ---- | ---- | ---- |
| Are You Lonesome Tonight?                        | 691 | 585 | 664 | 530 | 734 | 739 | 814 | 1037 | 803 | 1260 | 1491 | 1406 | 1552 | 1414 | 1517 | 1458 | 1582 | 1615 | 1700 | 1791 | 1815 |

1. ↑  Een vetgedrukt getal geeft de hoogste notering aan.
2. ↑  2004 was het eerste jaar met een notering voor dit nummer.

#### Notering in NPO Radio 5 Evergreen Top 1000
| Evergreen Top 1000 "Are You Lonesome Tonight" | Evergreen Top 1000 "Are You Lonesome Tonight" | Evergreen Top 1000 "Are You Lonesome Tonight" | Evergreen Top 1000 "Are You Lonesome Tonight" | Evergreen Top 1000 "Are You Lonesome Tonight" | Evergreen Top 1000 "Are You Lonesome Tonight" | Evergreen Top 1000 "Are You Lonesome Tonight" | Evergreen Top 1000 "Are You Lonesome Tonight" | Evergreen Top 1000 "Are You Lonesome Tonight" | Evergreen Top 1000 "Are You Lonesome Tonight" | Evergreen Top 1000 "Are You Lonesome Tonight" | Evergreen Top 1000 "Are You Lonesome Tonight" | Evergreen Top 1000 "Are You Lonesome Tonight" | Evergreen Top 1000 "Are You Lonesome Tonight" | Evergreen Top 1000 "Are You Lonesome Tonight" | Evergreen Top 1000 "Are You Lonesome Tonight" | Evergreen Top 1000 "Are You Lonesome Tonight" |
| Jaar                                          | 2008                                          | 2009                                          | 2010                                          | 2011                                          | 2012                                          | 2013                                          | 2014                                          | 2015                                          | 2016                                          | 2017                                          | 2018                                          | 2019                                          | 2020                                          | 2021                                          | 2022                                          | 2023                                          |
| --------------------------------------------- | --------------------------------------------- | --------------------------------------------- | --------------------------------------------- | --------------------------------------------- | --------------------------------------------- | --------------------------------------------- | --------------------------------------------- | --------------------------------------------- | --------------------------------------------- | --------------------------------------------- | --------------------------------------------- | --------------------------------------------- | --------------------------------------------- | --------------------------------------------- | --------------------------------------------- | --------------------------------------------- |
| Positie                                       | 6                                             | 6                                             | 14                                            | 14                                            | 11                                            | 20                                            | 28                                            | 14                                            | 26                                            | 44                                            | 148                                           | 145                                           | 143                                           | 181                                           | 215                                           | 254                                           |

### Lachversie

#### Nederlandse Top 40
| Hitnotering: 10-01-1981 t/m 21-02-1981 | Hitnotering: 10-01-1981 t/m 21-02-1981 | Hitnotering: 10-01-1981 t/m 21-02-1981 | Hitnotering: 10-01-1981 t/m 21-02-1981 | Hitnotering: 10-01-1981 t/m 21-02-1981 | Hitnotering: 10-01-1981 t/m 21-02-1981 | Hitnotering: 10-01-1981 t/m 21-02-1981 | Hitnotering: 10-01-1981 t/m 21-02-1981 | Hitnotering: 10-01-1981 t/m 21-02-1981 |
| Week                                   | 1                                      | 2                                      | 3                                      | 4                                      | 5                                      | 6                                      | 7                                      |                                        |
| -------------------------------------- | -------------------------------------- | -------------------------------------- | -------------------------------------- | -------------------------------------- | -------------------------------------- | -------------------------------------- | -------------------------------------- | -------------------------------------- |
| Nummer                                 | 34                                     | 24                                     | 20                                     | 17                                     | 15                                     | 17                                     | 29                                     | uit                                    |

#### Nationale Hitparade/ Nationale Top 100
| Hitnotering week 1 t/m 9: 17-01-1981 t/m 14-03-1981 Hitnotering week 10 t/m 18: 03-08-1981 t/m 28-09-1981 | Hitnotering week 1 t/m 9: 17-01-1981 t/m 14-03-1981 Hitnotering week 10 t/m 18: 03-08-1981 t/m 28-09-1981 | Hitnotering week 1 t/m 9: 17-01-1981 t/m 14-03-1981 Hitnotering week 10 t/m 18: 03-08-1981 t/m 28-09-1981 | Hitnotering week 1 t/m 9: 17-01-1981 t/m 14-03-1981 Hitnotering week 10 t/m 18: 03-08-1981 t/m 28-09-1981 | Hitnotering week 1 t/m 9: 17-01-1981 t/m 14-03-1981 Hitnotering week 10 t/m 18: 03-08-1981 t/m 28-09-1981 | Hitnotering week 1 t/m 9: 17-01-1981 t/m 14-03-1981 Hitnotering week 10 t/m 18: 03-08-1981 t/m 28-09-1981 | Hitnotering week 1 t/m 9: 17-01-1981 t/m 14-03-1981 Hitnotering week 10 t/m 18: 03-08-1981 t/m 28-09-1981 | Hitnotering week 1 t/m 9: 17-01-1981 t/m 14-03-1981 Hitnotering week 10 t/m 18: 03-08-1981 t/m 28-09-1981 | Hitnotering week 1 t/m 9: 17-01-1981 t/m 14-03-1981 Hitnotering week 10 t/m 18: 03-08-1981 t/m 28-09-1981 | Hitnotering week 1 t/m 9: 17-01-1981 t/m 14-03-1981 Hitnotering week 10 t/m 18: 03-08-1981 t/m 28-09-1981 | Hitnotering week 1 t/m 9: 17-01-1981 t/m 14-03-1981 Hitnotering week 10 t/m 18: 03-08-1981 t/m 28-09-1981 | Hitnotering week 1 t/m 9: 17-01-1981 t/m 14-03-1981 Hitnotering week 10 t/m 18: 03-08-1981 t/m 28-09-1981 | Hitnotering week 1 t/m 9: 17-01-1981 t/m 14-03-1981 Hitnotering week 10 t/m 18: 03-08-1981 t/m 28-09-1981 | Hitnotering week 1 t/m 9: 17-01-1981 t/m 14-03-1981 Hitnotering week 10 t/m 18: 03-08-1981 t/m 28-09-1981 | Hitnotering week 1 t/m 9: 17-01-1981 t/m 14-03-1981 Hitnotering week 10 t/m 18: 03-08-1981 t/m 28-09-1981 | Hitnotering week 1 t/m 9: 17-01-1981 t/m 14-03-1981 Hitnotering week 10 t/m 18: 03-08-1981 t/m 28-09-1981 | Hitnotering week 1 t/m 9: 17-01-1981 t/m 14-03-1981 Hitnotering week 10 t/m 18: 03-08-1981 t/m 28-09-1981 | Hitnotering week 1 t/m 9: 17-01-1981 t/m 14-03-1981 Hitnotering week 10 t/m 18: 03-08-1981 t/m 28-09-1981 | Hitnotering week 1 t/m 9: 17-01-1981 t/m 14-03-1981 Hitnotering week 10 t/m 18: 03-08-1981 t/m 28-09-1981 | Hitnotering week 1 t/m 9: 17-01-1981 t/m 14-03-1981 Hitnotering week 10 t/m 18: 03-08-1981 t/m 28-09-1981 | Hitnotering week 1 t/m 9: 17-01-1981 t/m 14-03-1981 Hitnotering week 10 t/m 18: 03-08-1981 t/m 28-09-1981 |
| Week | 1 | 2 | 3 | 4 | 5 | 6 | 7 | 8 | 9 | | 10 | 11 | 12 | 13 | 14 | 15 | 16 | 17 | 18 | |
| --- | --- | --- | --- | --- | --- | --- | --- | --- | --- | --- | --- | --- | --- | --- | --- | --- | --- | --- | --- | --- |
| Nummer | 25 | 16 | 17 | 14 | 19 | 24 | 25 | 31 | 50 | uit | 94 | 80 | 69 | 62 | 49 | 46 | 51 | 71 | 99 | uit |